# Khara-Khoto
Khara-Khoto (chinês: 黑水城; em mongol: Хар хот (Khar Khot); "cidade negra")  era uma cidade na Bandeira Ejin da Liga Alxa, no oeste da Mongólia Interior, perto da Bacia do Lago Juyan, construída em 1032. Foi identificada como a cidade de Etzina , que aparece em As Viagens de Marco Polo. A atual bandeira de Ejin leva o nome desta cidade.